# آنجوزوروبه
آنجوزوروبه (به لاتین: Anjozorobe) یک منطقهٔ مسکونی در ماداگاسکار است که در آنجوروزوب واقع شده‌است. آنجوزوروبه ۵۱۲ کیلومتر مربع مساحت و ۲۴٬۱۱۷ نفر جمعیت دارد و ۱٬۲۷۰ متر بالاتر از سطح دریا واقع شده‌است.